# José María Morelos (khu tự quản)
José María Morelos là một đô thị thuộc bang Quintana Roo, México. Năm 2005, dân số của đô thị này là 32746 người.

## Địa lý
Giống như hầu hết bán đảo Yucatan, José María Morelos hoàn toàn bằng phẳng với một độ dốc thoai thoải hướng ra biển, từ tây sang đông.
Giống như phần còn lại của bề mặt bán đảo, vùng đất này có nền đá vôi không cho phép hình thành các dòng nước mặt như sông suối, thay vào đó nước tạo thành dòng chảy trong các con sông ngầm đôi khi vươn lên bề mặt trong các hố sụt. Hồ và các hố sụt là các khu vực có nước trong khu tự quản này.